# آمر
آمر (به اسپانیایی: Amer, Girona) یک شهرستان در اسپانیا است که در خرنا واقع شده‌است.

## خصوصیات
آمر ۴۰٫۰۵ کیلومترمربع مساحت و ۲٬۳۰۴ نفر جمعیت دارد و ۱۸۶ متر بالاتر از سطح دریا واقع شده‌است.